# Alt-Radebeul
Alt-Radebeul (auch nur Radebeul) ist der Ursprungs-Stadtteil der heutigen Großen Kreisstadt Radebeul im Landkreis Meißen in Sachsen, er entspricht der Gemarkung Radebeul innerhalb des heutigen Stadtgebiets. Diese umfasst das ehemalige Dorfgebiet, aus dem sich später die Stadt Radebeul entwickelt hat, die 1934 den Umfang des heutigen Radebeul-Ost erreichte.
Der alte Dorfkern von Radebeul ist ein westslawisches Rundlingsdorf mit ursprünglich acht, später zwölf Bauernhöfen, heute die Siedlung Am Kreis. Als Mitglieder der Altgemeinde wurden diese zwölf Bauerngutsbesitzer die Zwölf Apostel genannt.
Die Gemarkung hatte im Jahr 1900 eine Größe von 242 Hektar.
Benachbarte Radebeuler Stadtteile dieses östlichsten Stadtteils sind Serkowitz im Westen und Oberlößnitz im Norden. Südlich Alt-Radebeuls, auf der anderen Seite der Seewiesen, liegt der Dresdner Stadtteil Kaditz. Im Osten grenzt Alt-Radebeul zusammen mit Oberlößnitz an den Dresdner Stadtteil Trachau mit der Jungen Heide.

## Geschichte

Altes Siegel von Radebeul (mit volksetymologischer Umsetzung von Radebeil)

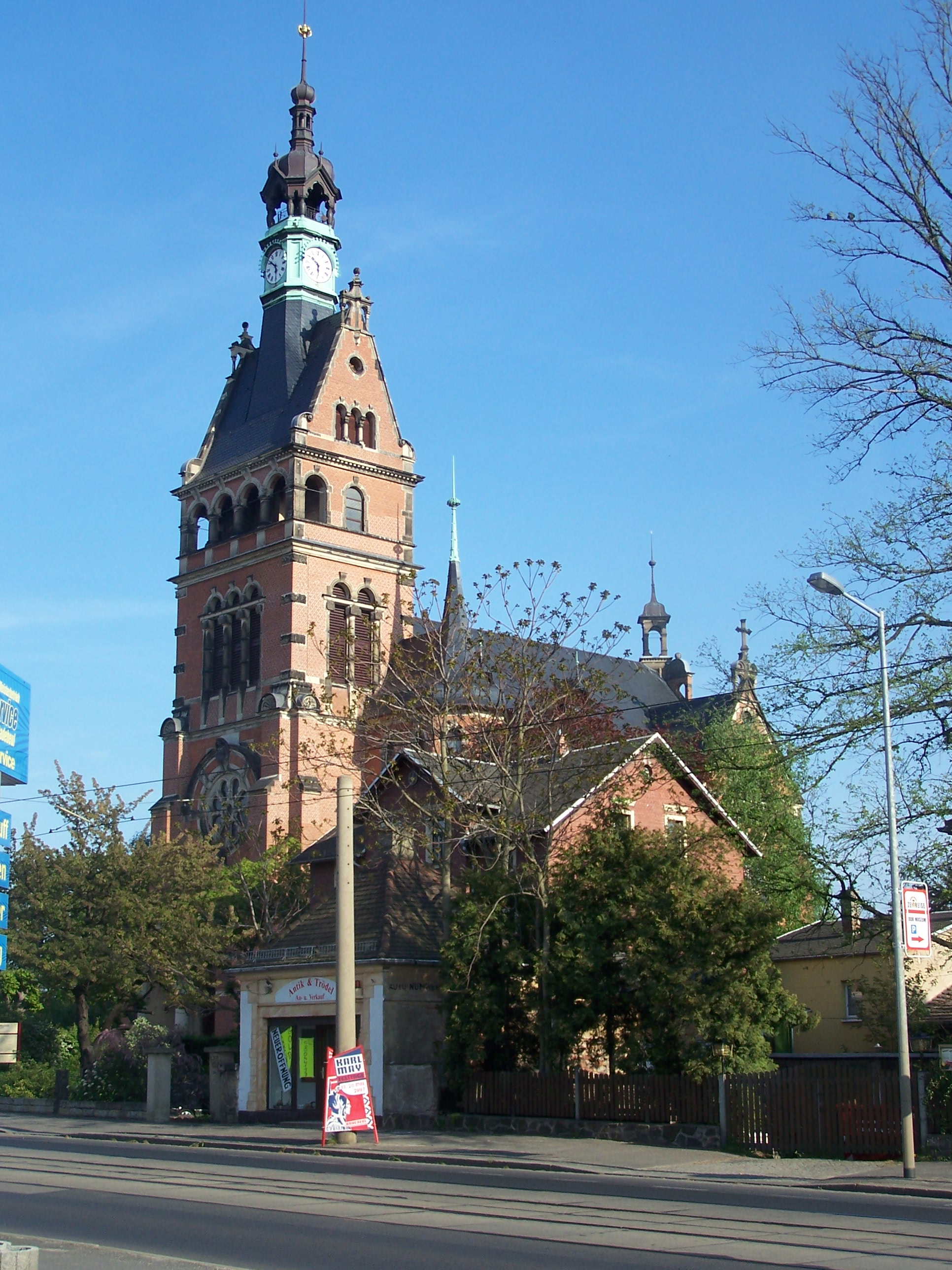
Lutherkirche Radebeul-Ost

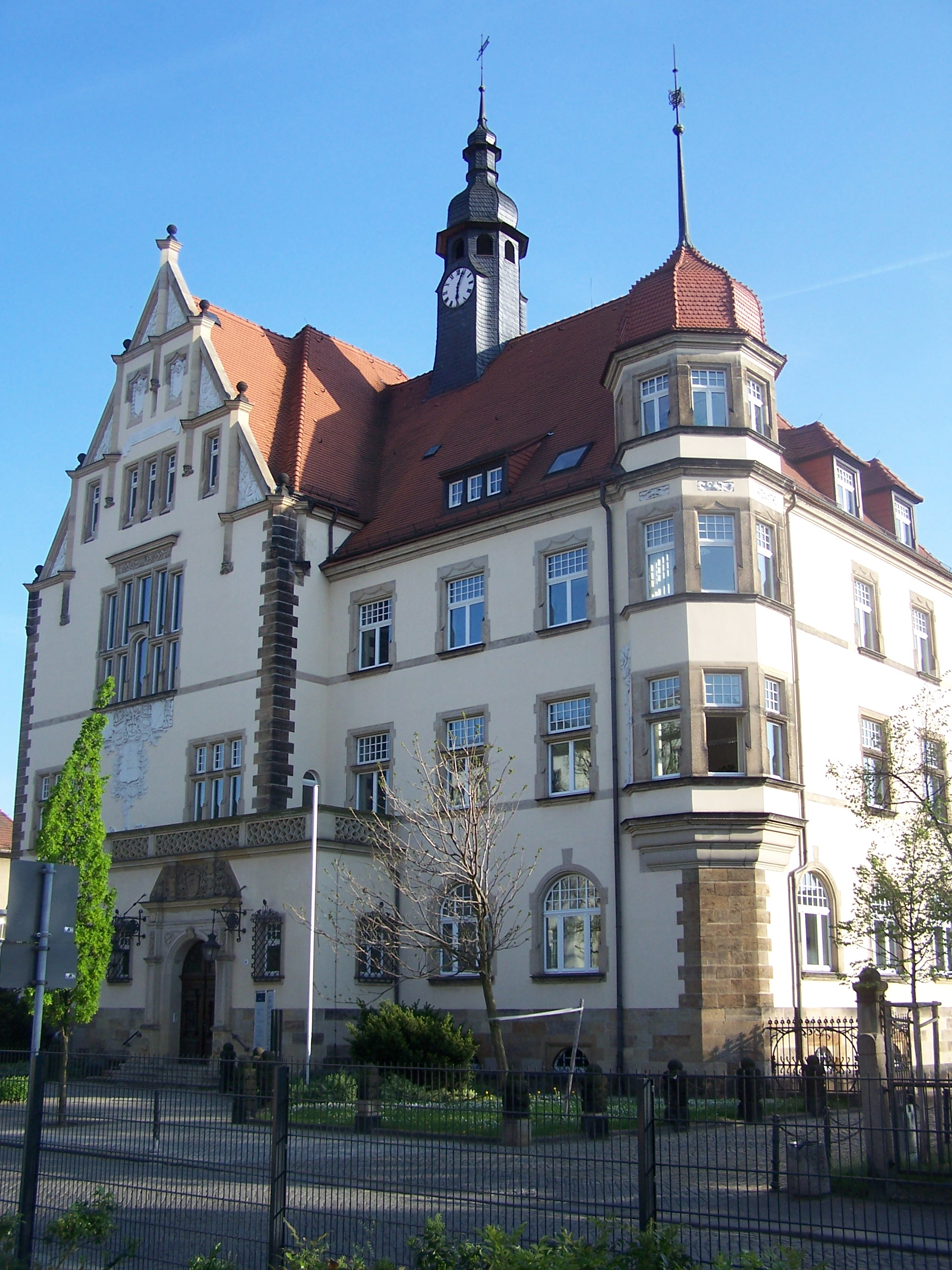
Das Rathaus in Radebeul-Ost (ab 1900)

Der Ort wurde 1349 erstmals erwähnt als Radebůl (altsorbisch für Ort des Radobyl), 1370 als Radebul, 1593 als Radewel, 1618 als Rodewell und 1773 Radebeil. Ab 1378 unterstand das Dorf verwaltungsmäßig dem Amt Dresden. Im 16. Jahrhundert kam im Südosten ein Teil der wüst gewordenen Flur Gleina hinzu.
1627 sowie 1782 brannte der Ort durch Großfeuer fast vollständig ab, wurde anschließend jedoch jeweils wieder aufgebaut. Am 29. November 1860 wurde ein Bahnhof an der Bahnstrecke Leipzig–Dresden eröffnet.
1874 wurde von dem Chemiker Friedrich von Heyden in der Meißner Straße 35 die Chemische Fabrik v. Heyden aufgebaut, die als erste Arzneimittelfabrik weltweit in industriellem Maßstab die Produktion eines Arzneimittelstoffes, der Salicylsäure, durchführte. Sie bedeutete den Beginn der Industrialisierung Radebeuls und entwickelte sich zu einem der bedeutendsten Chemieunternehmen Sachsens.
1884 fand die Eröffnung der Schmalspurbahn Radebeul–Radeburg statt. Am 28. November 1892 folgte die Einweihung der Lutherkirche für die neu gebildete Parochie Radebeul, Serkowitz und Oberlößnitz. Im Jahr 1900 fand am 24. September die Einweihung des Rathauses von Radebeul statt und am 25. Oktober die Inbetriebnahme des neuen Bahnhofs. Durch diese Entwicklung jenseits (nördlich) der Bahnlinie bis zur Meißner Straße spielte der alte Ortskern von Radebeul für die künftige Stadtwerdung der Ortschaft keine Rolle mehr.
1905 wurde Serkowitz in die Landgemeinde Radebeul eingemeindet. Mit Wirkung vom 1. April 1924 erhielt Radebeul das Stadtrecht. 1934 wurden Oberlößnitz und Wahnsdorf mit zusammen 3.309 Einwohnern (Stand 1933) eingemeindet. Zum 1. Januar 1935 wurden Radebeul und Kötzschenbroda zur bezirksfreien Stadt Radebeul zusammengeschlossen und aufgrund der zum 30. Januar 1935 neuen Deutschen Gemeindeordnung am 1. April 1935 zum Stadtkreis erklärt.

### Einwohnerentwicklung
| Jahr      | 1550 (1547/51)                     | 1750 (1764)                                    | 1849 | 1871 | 1880  | 1890  | 1900  | 1905   | 1910   | 1925   | 1933   |
| Einwohner | 71 (13 besessene Mann, 6 Inwohner) | 239 (20 besessene Mann, 7 Gärtner, 46 Häusler) | 470  | 647  | 1.457 | 2.783 | 6.583 | 10.568 | 11.402 | 12.428 | 12.949 |

### Gemeindevorstände und Bürgermeister

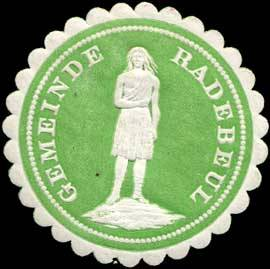
Ehemalige Siegelmarke der Gemeinde Radebeul

Anlässlich des Ausscheidens aus dem Bürgermeisteramt von Robert Werner, der seit 1893 Gemeindevorstand und seit 1924 Bürgermeister war, wurde Werner zum Ehrenbürger von Radebeul ernannt. Mit der Niederlegung des Amts des Vorsitzenden des Verschönerungs- und Verkehrsvereins für die Lößnitz erhielt 1932 der Robert-Werner-Platz seinen Namen.
| Amtsjahre                        | 1839–1844                 | 1845–1850              | 1851–1856                 | 1857–1874           | 1875–1880           | 1881–1886   | 1887–1892               | 1893–1927     |
| Gemeindevorstand / Bürgermeister | Johann Gottfried Iltzsche | Johann Gottlob Frantze | Christian Heinrich Ziller | Carl Gottlieb Barth | Karl August Klinger | Franz Rothe | Friedrich Hermann Barth | Robert Werner |
| Lebensdaten                      |                           |                        | (1810–1857)               | (1819–1898)         |                     | (1849–1903) |                         | (1862–1932)   |

## Kulturdenkmäler

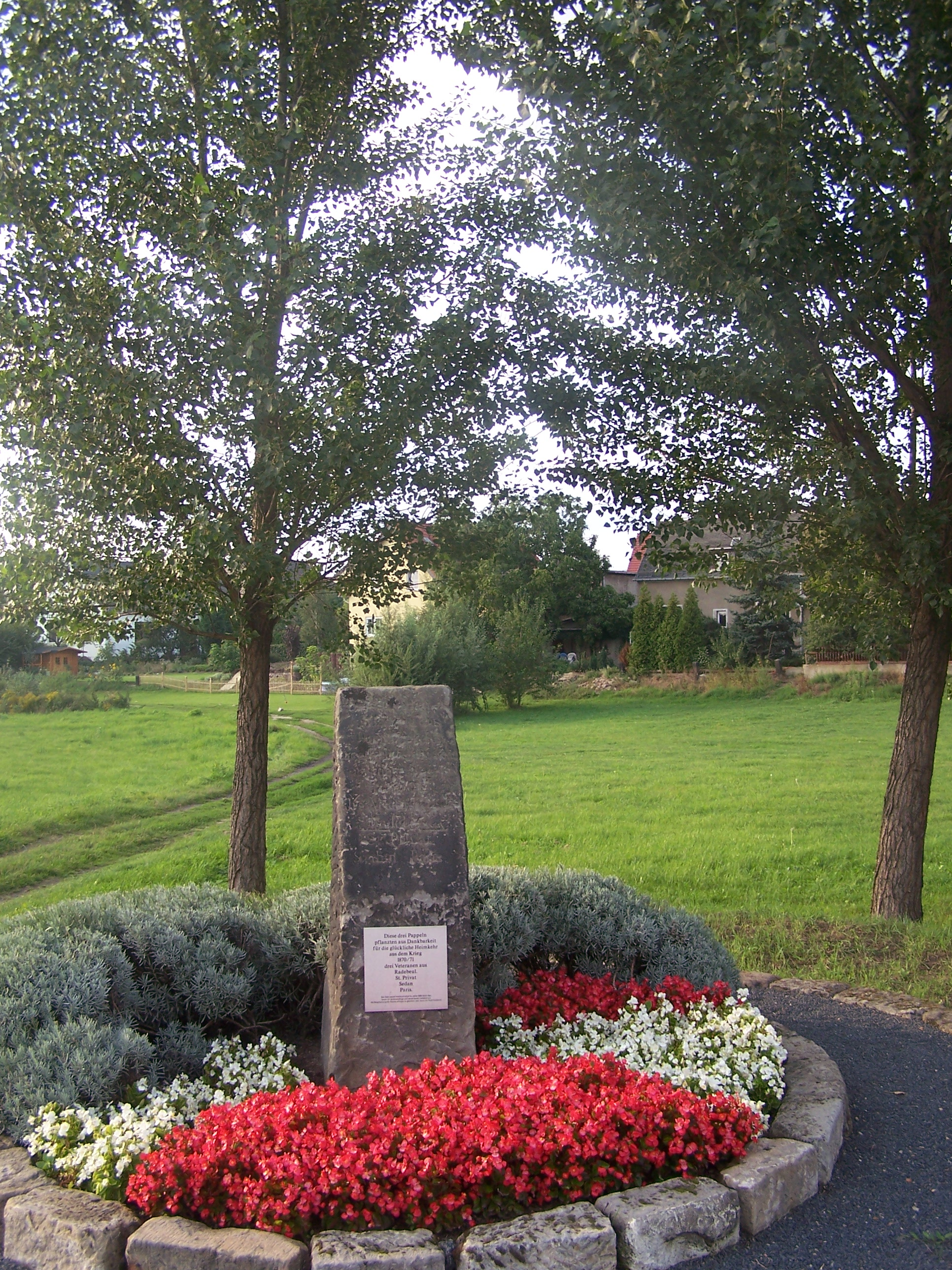
Heimkehrerstein / Dreimännerstein dreier Veteranen des Deutsch-Französischen Krieges 1870/71

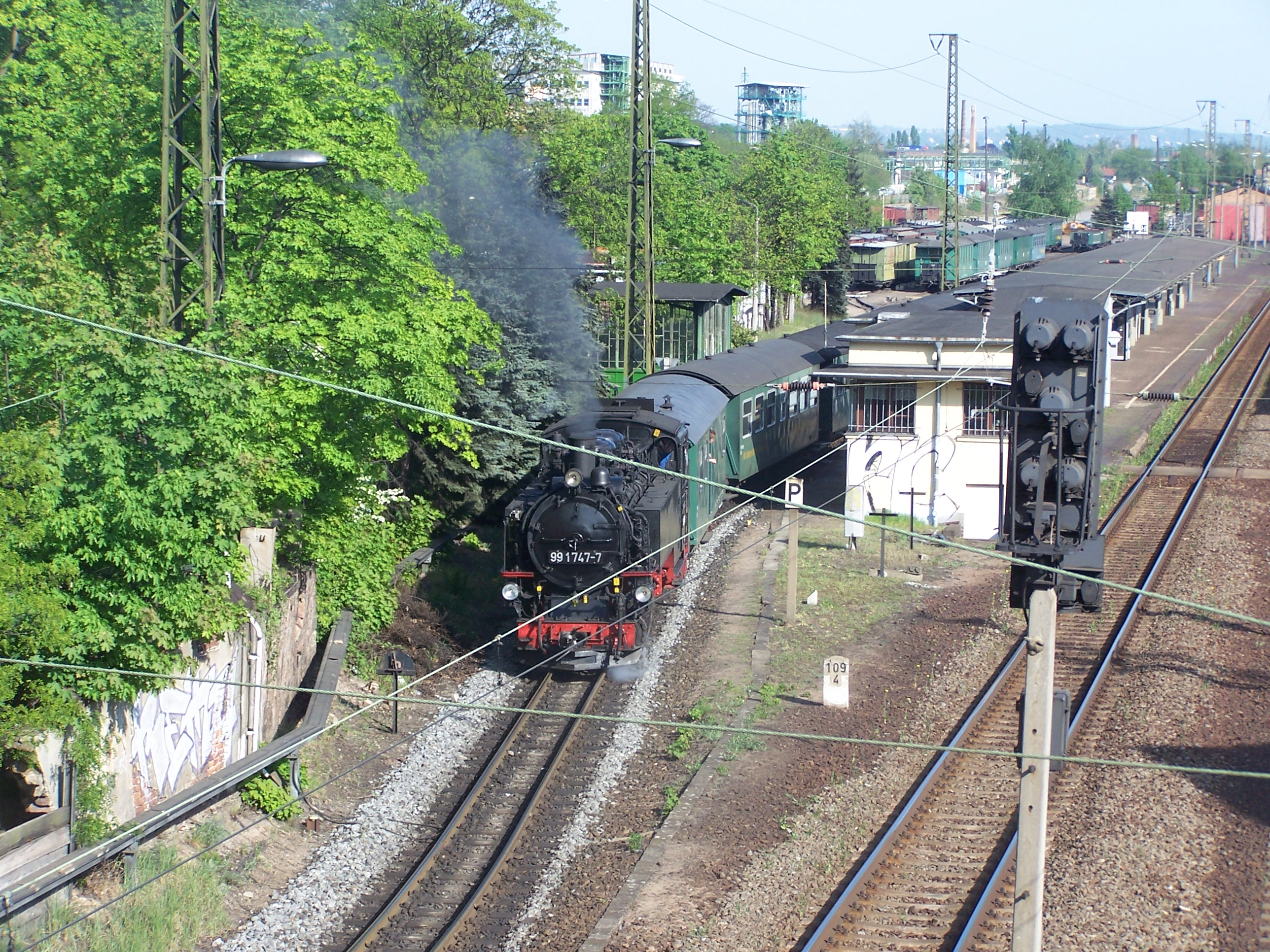
Ausfahrt einer Schmalspurbahn (Lößnitzdackel) aus dem Bahnhof Radebeul Ost

Als denkmalpflegerische Sachgesamtheit findet sich auf der Gemarkung der Ursprungsgemeinde Radebeul der 1890 eingerichtete Friedhof der neuen Parochie Radebeul/Serkowitz/Oberlößnitz, heute Friedhof Radebeul-Ost, der darüber hinaus auch ein Werk der Landschafts- und Gartengestaltung ist.
Ebenfalls als Werk der Landschafts- und Gartengestaltung gilt das Anwesen des Karl-May-Museums mit seinem Garten und dem sich auf der gegenüberliegenden Straßenseite befindlichen Karl-May-Hain. Es zählen auch der Park der Villa des Chemikers Carl Kolbe dazu, der Park um die Villa des Schriftstellers und Karl-May-Verlegers Euchar Albrecht Schmid und das Grundstück der Villa Heinrich Findeisen in der Einsteinstraße 16.
Der sich neben der Lutherkirche befindliche Heldenhain mit dem Kriegerdenkmal gilt als denkmalpflegerische Nebenanlage, ebenso wie das Grundstück der Villa Gustav Thoenes in der Meißner Straße 57, die für einen der Besitzer der Sächsischen Asbestfabrik Gustav & August Thoenes durch die Gebrüder Ziller errichtet wurde. Ebenfalls an der Meißner Straße, auf dem Grundstück des Mietshauses Alex Egerland mit der Hausnummer 96, befindet sich eine weitere Besonderheit, eine Grotte in einem kleinen Garten.
Eine städtebaulich besondere Gestaltung geht vom Trafoturm Meißner Straße aus. Von diesem Platz gehen die Straßen in nordöstlicher Richtung strahlenförmig aus und werden durch radial schneidende Straßen gekreuzt. Die Gestaltung ergibt eine rautenförmige Struktur, deren nordöstliche Spitze allerdings fehlt.
Entlang der Meißner Straße finden sich in diesem Stadtteil einige weitere unter Denkmalschutz stehende Gebäude, so die Villa Gotthold Schilling, eines der seltenen Radebeuler Beispiele der Neuen Sachlichkeit, oder auch die Fabrikantenvilla von Otto E. Weber, des Gründers der gleichfalls auf dem Grundstück gelegenen Kaffeesurrogatfabrik Otto E. Weber (heute: Teehaus GmbH). Weiter nach Osten liegen die Werksgebäude der Chemischen Fabrik v. Heyden und die Werksgebäude der Radebeuler Maschinenfabrik August Koebig.
Aus der Zeit der Wende zum 20. Jahrhundert stammt das in diesem Stadtteil stehende Radebeuler Rathaus. Nicht weit davon entfernt befindet sich der Bahnhof Radebeul Ost, von dem die schmalspurige Lößnitzgrundbahn ausgeht.
Johann Christian Ziller (1773–1838) kaufte im Jahr 1800 das von einer jungen Witwe zum Kauf angebotene Bauerngut Nr. 8. Anfang 1801 heiratete er auch die Witwe, Anna Elisabeth verw. Gepphardt geb. Barth, die von ortsansässigen Zimmermeister- und Maurermeisterfamilien abstammte (siehe auch Carl Gottlieb Barth). Dem Paar wurden in seinem Bauerngut Nr. 8 Christian Gottlieb im Jahr 1807 als viertes Kind und 1810 Christian Heinrich als sechstes Kind geboren, womit dieses Anwesen zur „Wiege“ der Lößnitz-Baumeister Ziller wurde. Der dort heute in der Kaditzer Straße 9 stehende, denkmalgeschützte Dreiseithof wurde im Jahr 1898 für den Besitzer Friedrich Hermann Ziller (1853–1936), den Sohn von Christian Heinrich, durch seine Vettern Moritz und Gustav errichtet und gilt als stattlichstes Gehöft der Dorflage Radebeul.